# Cladotanytarsus multispinulus
Cladotanytarsus multispinulus är en tvåvingeart som beskrevs av Guha, Das och Chaudhuri 1985. Cladotanytarsus multispinulus ingår i släktet Cladotanytarsus och familjen fjädermyggor. Inga underarter finns listade i Catalogue of Life.